# Traci Adell
Traci Adell, (født 17. februar 1969 i New Orleans, Louisiana), er en amerikansk fotomodel og skuespiller.
Traci Adell var Playmate i juli 1994.